# François de Pontbriand
François de Pontbriand (Pleurtuit, 1445 circa – 11 settembre 1521) è stato un nobile francese, signore di La Villatte e collaboratore dei re di Francia Luigi XI, Carlo VIII, Luigi XII e Francesco I.

## Biografia
Sebbene la Bretagna, sua terra natale, non appartenesse ancora al regno di Francia, entrò al servizio di Luigi XI e nel 1482 divenne il suo consigliere e ciambellano, nonostante la giovane età. Nel 1475 circa sposò Mathieue Formier, una ricca ereditiera, diventando così signore di La Villatte, una località posta tra l'Angoumois e il Limosino. Per la successione dei feudi di Montrocher e di Nieul nel Limosino, François de Pontbriand e sua moglie intentarono una causa presso il Parlamento di Parigi contro il figlio del defunto signore di Montrocher; nella causa intervenne anche il re e alla fine la sentenza fu favorevole al ciambellano. Nel 1481 fu nominato capitano di Melle e nel 1483, dopo la morte del re, la reggente Anna di Francia lo nominò capitano di Loches. Nel 1505, sotto Luigi XII, ricopriva ancora questo incarico.
Dopo lo scoppio della guerra franco-bretone, nel 1485, fu inviato a Tours insieme a Rigaud d'Aureille e Louis de Maraffin, dove fu tenuto prigioniero dai principi ribelli. Nel 1487, dopo la vittoria delle truppe reali, fu incaricato della sorveglianza di Georges I d'Amboise, Filippo de Commynes e del vescovo del Périgueux.
Dal 1498 diresse la costruzione dell'ala Luigi XII e dei giardini nel castello di Blois, mentre nel 1519 affiancò Francesco I nella costruzione del castello di Chambord. Alla sua morte fu sepolto vicino alla tomba di Luigi IX nella Basilica di Notre-Dame a Cléry-Saint-André, nel cui capitolo sedeva come decano Gilles de Pontbriand, suo fratello.